# Juan Trippe
Juan Terry Trippe (27 juin, 1899 – 3 avril, 1981) est un pionnier américain dans l'aviation civile, entrepreneur et fondateur de la Pan Am. 

## Biographie
Juan Trippe sort diplômé de l'Université Yale en 1921 et commence à travailler à Wall Street. Avec quelques amis d'université, il investit dans une compagnie aérienne nommée à l'époque Colonial Air Transport. Intéressé par les liaisons caribéennes, Trippe va ensuite créer  l'Aviation Company of the Americas. Basée en Floride, la société va être renommée sous le nom de Pan Am Airways. Le premier vol de la compagnie est effectué le 28 octobre 1927 de Key West (Floride, É.-U.) à La Havane (Cuba). Plus tard, Trippe rachète la China National Aviation Corporation afin de constituer un réseau domestique en République de Chine et ainsi devenir un partenaire de la compagnie Panagra. La réussite de la Pan Am et de Juan Trippe se poursuit par une expansion de ses activités à travers le monde, notamment après la Seconde Guerre mondiale. Juan Trippe est le père de nombreuses innovations dans le monde aérien civil. Tout d'abord, c'est lui qui concrétise l'idée d'un transport aérien pour tous en lançant la notion de tourisme dans l'industrie aéronautique de l'époque. Il est aussi l'un des partisans des jets, avions qui révolutionnèrent le transport aérien dès la fin des années 1950. Indirectement, Juan Trippe est également un des pères du Boeing 747. C'est lui qui encouragea en 1965 le patron de Boeing, Bill Allen, à concevoir un avion à très grande capacité afin de combler les nouveaux marchés. Juan Trippe était convaincu de l'essor du transport aérien. Il quitte sa place de directeur de la Pan Am en 1968. Il meurt à Los Angeles (Californie, É.-U.) en 1981 et est inhumé au cimetière de Green-Wood à New York. En 1985, Ronald Reagan lui remet à titre posthume la médaille présidentielle de la Liberté (Medal of Freedom). 
Son épouse, Elizabeth "Betty" Stettinius Trippe (1904-1983) était la sœur d'Edward Stettinius, Secrétaire d'État des États-Unis.
Juan Trippe a été interprété par Alec Baldwin dans le film Aviator. 